# 南河增十
南河增十（麒麟座27），又名BD-03 2157，HD 65695、SAO 135345、HR 3122，是麒麟座的一颗恒星，视星等为4.93，位于銀經224.24，銀緯13.39，其B1900.0坐标为赤經7h 54m 44.4s，赤緯-3° 13.39′ 25″。